# Rosa de Lima
Santa Rosa de Lima (en latín: Sancta Rosa Limana) (Lima, 20 de abril de 1586-Lima, 24 de agosto de 1617), de nombre secular Isabel Flores de Oliva, fue una terciaria dominica y mística religiosa canonizada como santa por el papa Clemente X en 1671. Entre las personas nacidas en América (antiguamente Indias Occidentales), Rosa de Lima fue la primera en recibir el reconocimiento canónico de santidad de la Iglesia católica.
Fue proclamada excelsa patrona de Lima en 1669 y del Nuevo Mundo y las Filipinas en 1670. Además, es patrona de institutos educativos, policiales y armados de Venezuela, Policía Nacional de la República del Perú, Policía Nacional del Paraguay y las Fuerzas Armadas argentinas. En virtud de la enfermedad que le produjo la muerte, es la patrona de los tuberculosos.

## Primeros años
Isabel Flores de Oliva nació el 20 de abril de 1586 en Lima, la capital del entonces virreinato del Perú. Fue hija del Español Gaspar Flores, arcabucero natural de Baños de Montemayor, provincia de Cáceres, España, y de María de Oliva y Herrera, hilandera y costurera, natural de Huánuco. Además, fue la cuarta hija de doce hermanos, de los cuales solo se conoce a nueve: Gaspar, Hernando, Bernandina, Francisco, Juana, Antonio, Andrés, Jacinta y Francisco Matia.
José Manuel Bermúdez, uno de sus biógrafos, contribuyó a extender la opinión de que el nacimiento de Rosa ocurrió el día 30 de abril, pero en los registros del proceso ordinario se encuentra que la madre de Rosa y otras personas —entre ellas fray Pedro de Loaiza, confesor de Rosa y su primer biógrafo— declararon como fecha de su nacimiento el día 20 de abril.
Fue bautizada, según su documento de registro, el 25 de mayo de 1586, en la Parroquia de San Sebastián, en su ciudad natal por el sacerdote Antonio Polanco, siendo sus padrinos Hernando de Baldés y María Osorio. A los tres meses de edad una criada afirmó haber visto su rostro transformarse en una rosa, y desde entonces era llamada Rosa por su madre. 
A temprana edad —emulando a la terciaria dominica santa Catalina de Siena— empezó a ayunar tres veces por semana y a realizar severas penitencias en secreto. Su compañero de juegos fue su hermano Hernando, quien siempre la apoyó y ayudó. A los doce años, se mudó con su familia hacia Quives, un pueblo a sesenta kilómetros de Lima, ubicado en el valle del río Chillón. Es aquí donde recibió la confirmación de manos del futuro santo católico Toribio de Mogrovejo, su padrino fue el sacerdote del pueblo Francisco González. Es en Quives donde, al parecer, empezó con sus mortificaciones contrayendo un reuma muy fuerte, con consecuencias dolorosas para su recuperación, que ella ocultaba a su madre.

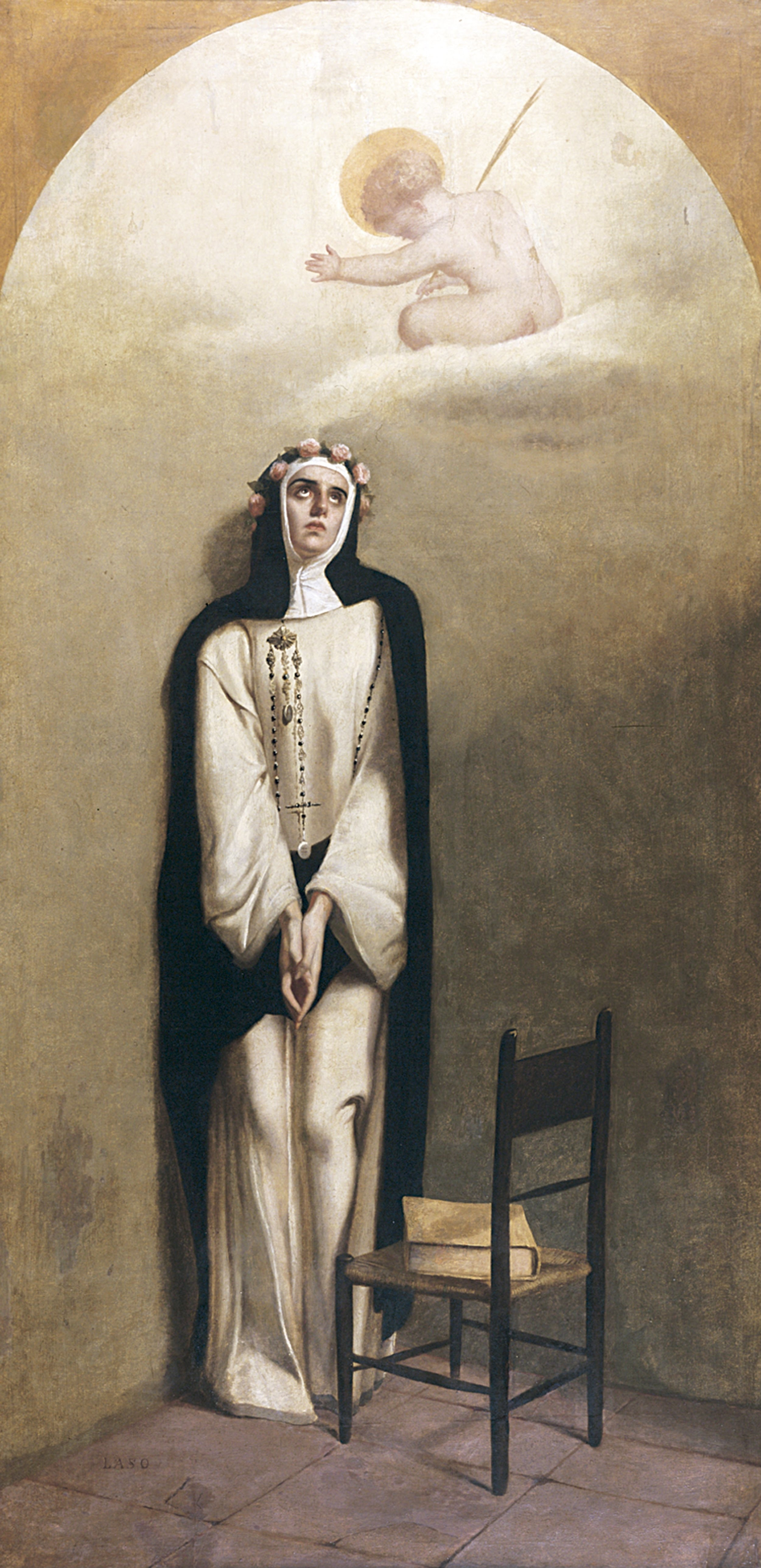
Santa Rosa de Lima por Francisco Laso (1859).

El día de su confirmación, en el pueblo de Quives, el arzobispo Toribio de Mogrovejo la confirmó con el nombre de Rosa. Aunque le mortificaba que la llamasen así porque se burlaban de ella, ya que era la única con ese nombre. A los veinticinco años, aceptó y quiso que la llamaran Rosa de Santa María porque, según relató su madre, fue a conversar con un sacerdote a la iglesia de Santo Domingo y le manifestó la molestia que le causaba que la llamen Rosa. Pero el sacerdote la tranquilizó diciéndole: «Pues, hija, ¿no es vuestra alma como una rosa en que se recrea Jesucristo?». Con esto quedó tranquila y segura del nombre que le habían dado. Más adelante, según sus biógrafos, ella afirmó que en episodios de tipo místico, la Virgen del Rosario y el Niño Jesús (cuando se casó con él en desposorio místico) le confirmaron el nombre.
Regresó a Lima con su familia ya siendo una joven. Debido a problemas económicos de la familia, trabajaba el día entero en el huerto y bordaba para diferentes familias de la ciudad y así ayudar al sostenimiento de su hogar. Bajo esas condiciones precarias, también veía a su alrededor otra pobreza más humillante, la de los indios. Su aya Mariana, quien era india, la ayudó a tomar conciencia de la humildad de estos individuos. Entre ellas existía tal compenetración que el alma de Mariana veía a Rosa en toda la antigua población indígena, maltratada por los hidalgos españoles. Rosa decía: «Si los cristianos están obligados a predicar amor por todas partes, ¿por qué llegaron a América con guerras, destrucción y odio?». Esa idea la torturaba, y se preguntaba con angustia: «¿Por qué deben sufrir tantos indios?». No encontró respuesta hasta que descubrió el valor redentor del sufrimiento.
Cuando fue admirada por su belleza, Rosa cortó su cabello y se echó pimienta a la cara, molesta por haber atraído pretendientes. Rechazó a todos sus pretendientes, a pesar de la oposición de amigos y familiares. Rosa pasaba varias horas al día observando el Sagrado Sacramento, el cual recibía a diario —una práctica extremadamente rara en aquella época—. Finalmente, después de diez años, hizo voto de virginidad. Rosa atrajo la atención de los frailes de la orden dominica. Ella deseaba convertirse en monja, pero su padre se lo prohibió, por lo que al cabo de unos años ingresó en la tercera orden de Santo Domingo a imitación de su admirada santa Catalina de Siena.
A partir de entonces se recluyó, prácticamente, en la ermita que ella misma construyó, con ayuda de su hermano Hernando, en un extremo del huerto de su casa. Solo salía para visitar el templo de Nuestra Señora del Rosario y atender las necesidades espirituales de los indígenas y los negros de la ciudad. También atendía a muchos enfermos que se acercaban a su casa buscando ayuda y atención, creando una especie de enfermería en su casa. Muchos biógrafos escriben que ayudó a fray Martín de Porres, lo cual no está probado en el texto del Proceso de Martín de Porres (Lima, 1579-1639), el cual es santo desde 1962. Rosa se permitía dormir solo dos horas al día, de tal forma que pudiera dedicar más tiempo a la oración. Usaba una pesada corona de plata, con pequeñas espinas en su interior, emulando la corona de espinas de Jesucristo.

## Santa Rosa y la defensa de Lima

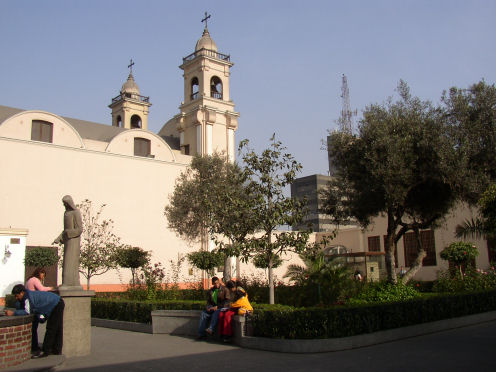
Claustro de santa Rosa de Lima

En 1615 buques corsarios neerlandeses deciden atacar la ciudad de Lima, aproximándose al puerto del Callao en días previos a la fiesta de La Magdalena. La noticia corre pronto hasta Lima y con ello la proximidad y desembarco en el Callao, lo que altera los ánimos de los ciudadanos. Ante esto, Rosa reúne a las mujeres de Lima en la Iglesia de Nuestra Señora del Rosario para orar por la salvación de Lima. Apenas llegada la noticia del desembarco, la terciaria subió al altar y, cortándose los vestidos y cosiendo los hábitos, puso su cuerpo para defender a Cristo en el sagrario. Los ánimos del vecindario eran alarmantes, llegando a huir muchos de Lima hacia lugares distantes. Misteriosamente el capitán de la flota neerlandesa falleció en su barco días después, y ello supuso la retirada de sus naves, sin atacar el Callao. En Lima todos atribuyeron el milagro a Rosa y por ello en sus imágenes se le representa portando a la Ciudad sostenida por el ancla. 
En Argentina, Paraguay y Uruguay, hacia fines del mes de agosto ocurre la llamada tormenta de Santa Rosa. La tradición atribuye a Rosa el origen de este fenómeno natural que logró la huida de los enemigos de los peruanos.

## Desposorio místico
Uno de los momentos importantes de su vida es el desposorio místico, ocurrido el Domingo de Ramos de 1617, en la Capilla del Rosario (Templo de Santo Domingo de Lima). Rosa, al no recibir la palma que debía portar en la procesión, pensó que era un mensaje de Dios por alguna ofensa que ella hubiese realizado. Acongojada se dirigió a la Capilla de imagen del Rosario y orando ante la Virgen, sintió el llamado del Niño Jesús de la imagen, que le dijo: «Rosa de Mi Corazón, yo te quiero por Esposa», a lo que ella respondió: «Aquí tienes Señor a tu humilde esclava».

## Últimos días

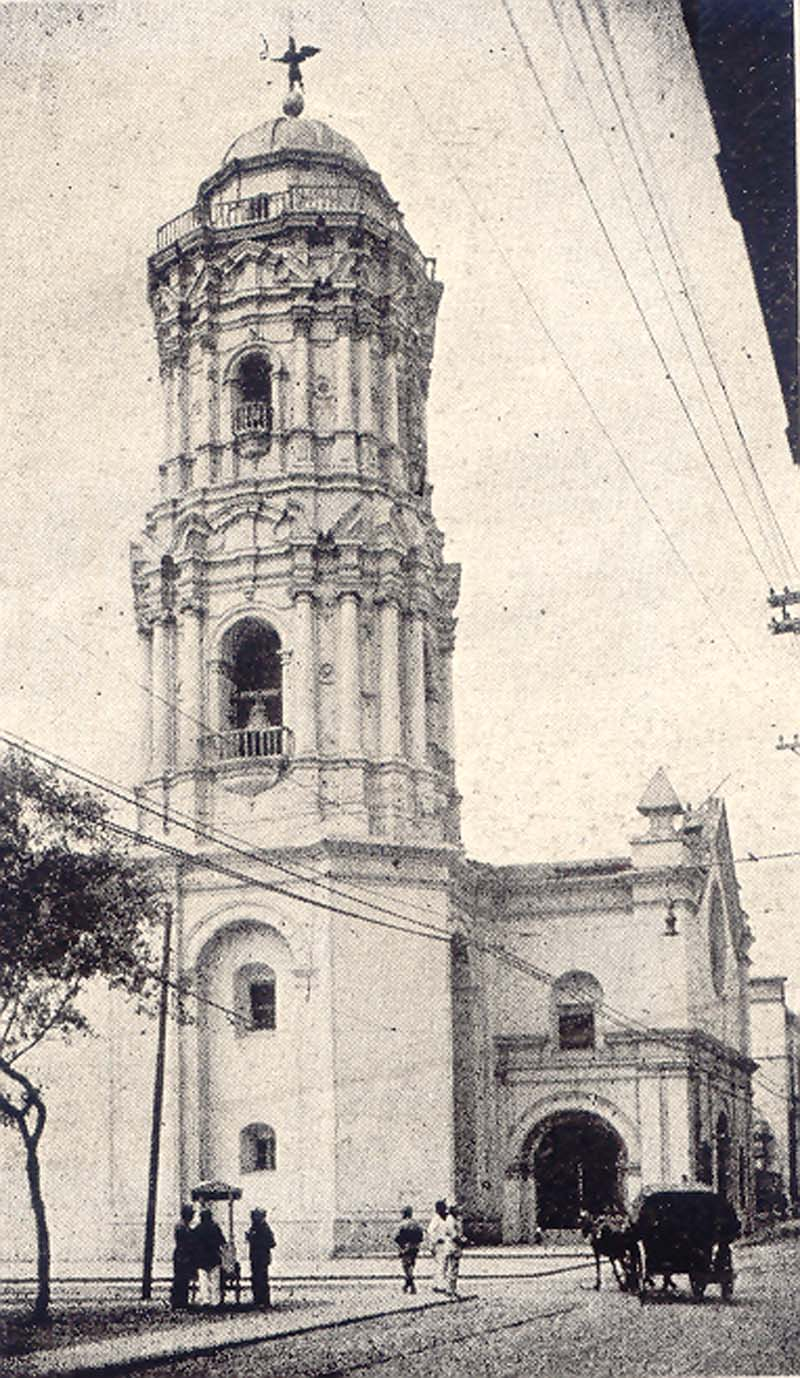
Iglesia de Santo Domingo (Lima), donde se encuentran los restos mortales de santa Rosa de Lima.

Ya cerca del final de su vida, cayó gravemente enferma. Pasó los últimos tres meses de su vida en la casa de Gonzalo de la Maza, un contador notable del Gobierno virreinal, y de su esposa María de Uzategui. En este lugar se levanta el Monasterio de Santa Rosa de Lima. Murió de tuberculosis a los 31 años de edad, en las primeras horas del 24 de agosto de 1617, fiesta de San Bartolomé, como ella misma profetizó y contó el padre Leonardo Hansen, quien escribió la primera biografía de Rosa Peruana. Hoy sus restos se veneran en la Basílica de Nuestra Señora del Rosario de Lima (Santo Domingo), con notable devoción del pueblo peruano (y de América) que visita la Capilla dedicada a su culto en el Crucero del Templo dominicano.

## Después de su muerte

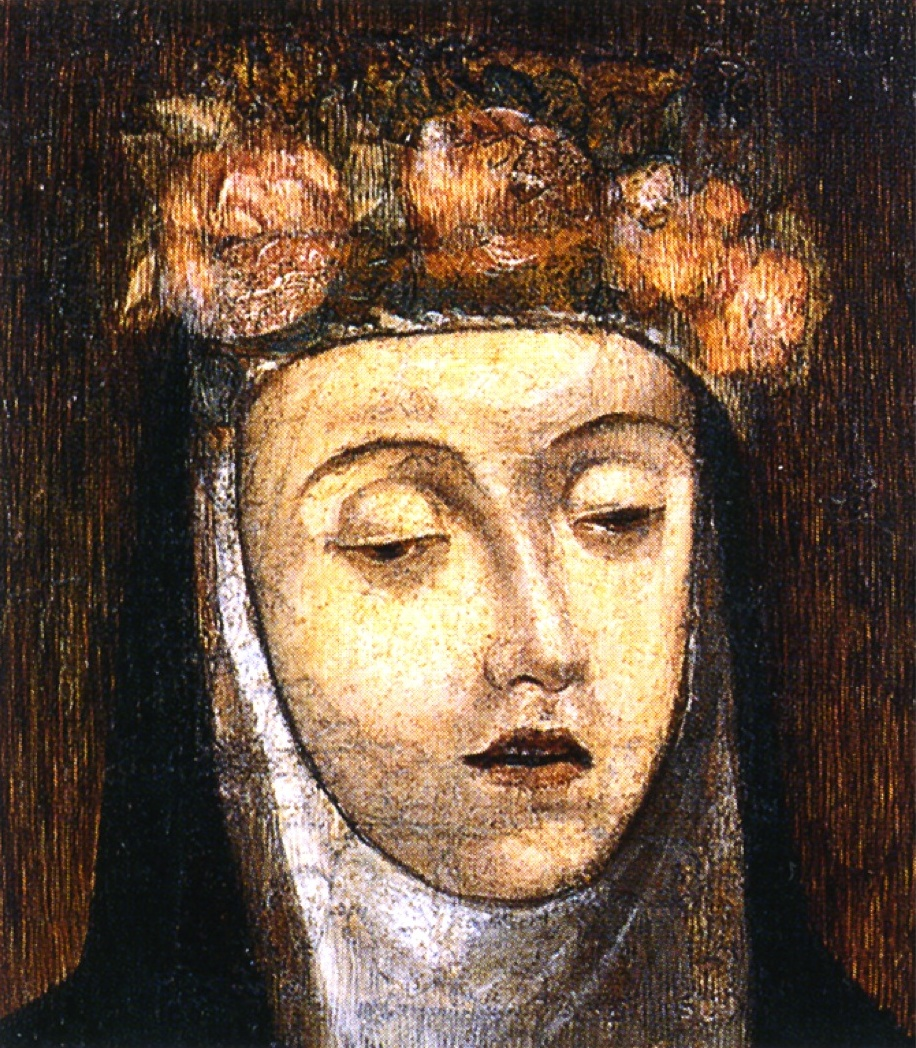
Retrato póstumo de santa Rosa, lienzo del artista italiano Angelino Medoro. Fue pintado pocas horas después del fallecimiento de la santa limeña, el 24 de agosto de 1617.

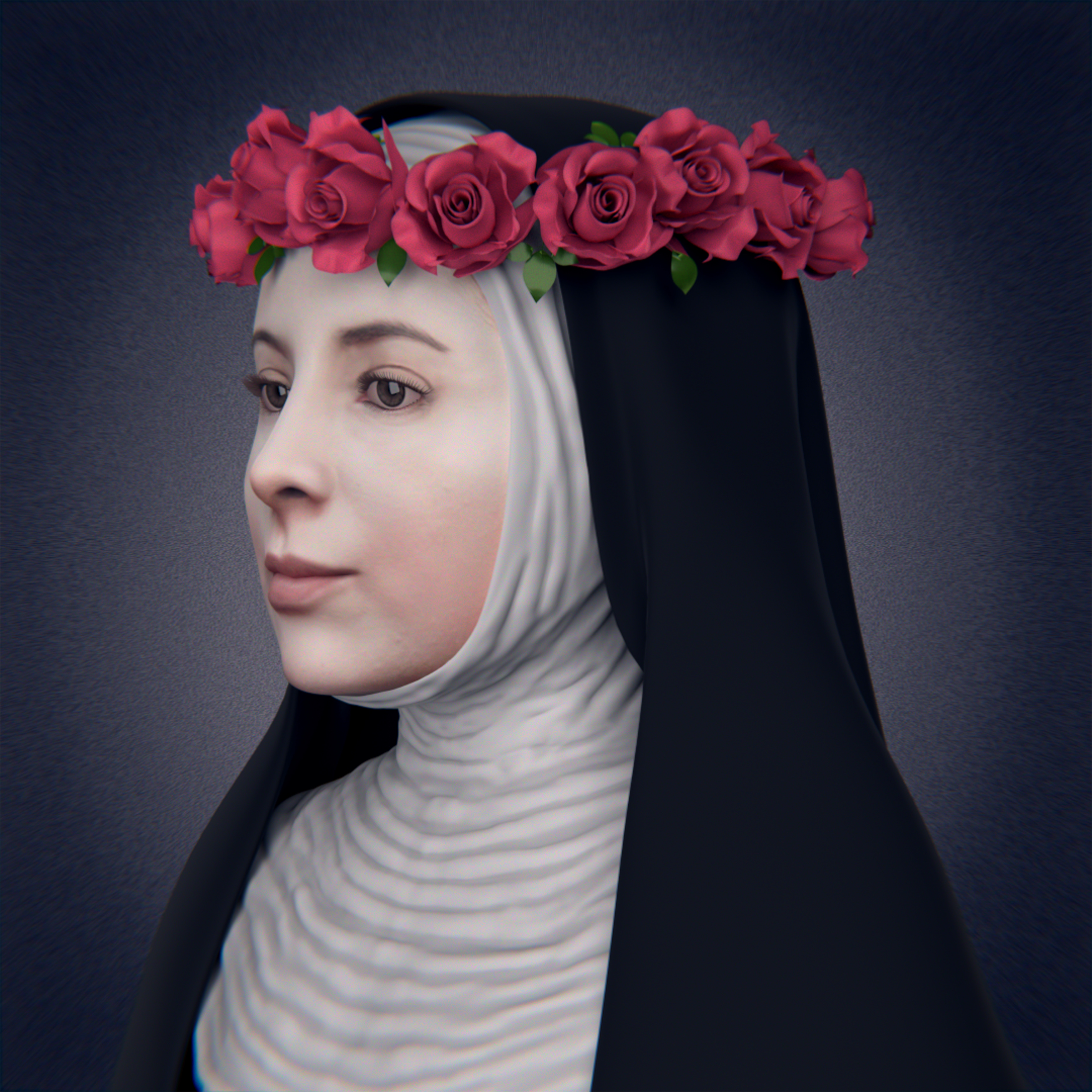
Reconstrucción facial de santa Rosa de Lima, realizado por el Equipo Brasileño de Antropología Forense y Odontología Legal (Ebrafol), agosto 2015

Su entierro fue uno de los más notables que vivió la ciudad de Lima. En la casa de la familia de la Maza se formaron grandes multitudes para contemplar a Rosa. El gentío hubo de esperar a su traslado hacia la Iglesia del Rosario. Al traslado acudieron el virrey, el Cabildo Secular y Eclesiástico, las órdenes religiosas presididas por la orden de Santo Domingo de Guzmán, los oidores y personas notables.
El día de sus exequias y entierro, hubo de requerirse la fuerza de la guardia del virrey para impedir que Rosa fuera desvestida por los devotos, los cuales se abalanzaban sobre su cuerpo para arrancarle la vestimenta en busca de un recuerdo, aclamándola como santa. A pesar de ello, tuvieron que cambiarle tres veces los hábitos e incluso en el traslado algún irreverente seccionó uno de sus dedos del pie.
En el lecho de muerte, Gonzalo de la Maza hizo retratar el rostro de Rosa. A su efecto llamó al pintor italiano Angelino Medoro, quien realizó el primer testimonio de su apariencia física.
La devoción del pueblo se excedió a tal punto, que en pocos años tuvieron que retirarla de la cripta y colocarla en la Iglesia del Rosario.

## Devoción
Su casa (el santuario), ubicado en el Centro de Lima, conserva los lineamientos que tuvieron en el siglo XVI, época en que vivió Rosa. Anualmente es visitado por miles de devotos, peregrinos y turistas quienes recorren los ambientes que estuvieron directamente ligados a su vida y caridad para el prójimo.
Se conserva como reliquia una ermita donde ella rezaba. Cerca hay un pozo de veinte metros de profundidad donde sus devotos depositan sus deseos escritos. También se conserva la habitación donde dormía, la habitación (el corazón del santuario) en la cual nació y la enfermería donde atendía a sus hermanos necesitados.
La basílica-santuario fue empezada a construir luego de su canonización, con posteriores restauraciones durante los siglos XVII y XX. Hubo de ser remodelada y fue inaugurada finalmente el 24 de agosto de 1992. Este lugar es principal punto de peregrinación de todo el Perú y su arraigo popular es comparable al de la Virgen de Guadalupe en México.
La figura de Rosa de Santa María representa un símbolo de integración del pueblo peruano. En ella convergen todas las clases sociales.
En 1747 se construyó en Arequipa el Monasterio de Santa Rosa, dedicado a la santa limeña y que hasta la fecha alberga una comunidad de religiosas dominicas de clausura.
Formó parte de la familia dominicana, de la provincia de San Juan Bautista del Perú. Sus flores preferidas fueron las margaritas, los claveles y las rosas.
Se han escrito cerca de cuatrocientas biografías sobre ella. Y se han realizado más de mil rostros en lienzos, estampas y esculturas. Hechos, entre otros, por renombrados artistas como Francisco de Zurbarán, Claudio Coello, Angelino Medoro, Daniel Hernández, Teófilo Castillo, Francisco González, Sérvulo Gutiérrez y Walter Huamán.

### Festividad en el rito romano
Se inscribió la fiesta de Santa Rosa de Lima en el calendario general romano en el año 1727, indicando como fecha de la celebración el día 30 de agosto, entonces el día más cercano del aniversario de la muerte de la santa (24 de agosto) no ocupado por la celebración de otro santo. La revisión general del calendario romano general decretada en el año 1969 liberó el 23 de agosto, día anterior al aniversario de su muerte. Para los países hispanoamericanos de los que es patrona, como en el Perú, se sigue conservando el 30 de agosto.
En la República del Perú, el 30 de agosto es un día feriado y su imagen (descubierta el día de la canonización en 1671, en la catedral) recorre las calles de Lima. En el mes de agosto se rinde culto solemne a la santa en el distrito de Barranco que culmina con el recorrido procesional del día 30 de agosto.
Santa Rosa de Lima también aparecía en los billetes de doscientos soles, el de mayor valor en circulación en la República del Perú.

## Cédula real de consagración
Cédula Real de la Reina Mariana de Austria sobre la declaración y recibimiento como Patrona de las Ciudades de los Reinos del Perú a la Bienaventurada Madre Rosa de Santa María, dada a 11 de marzo de 1669.

La Reina Gobernadora: 

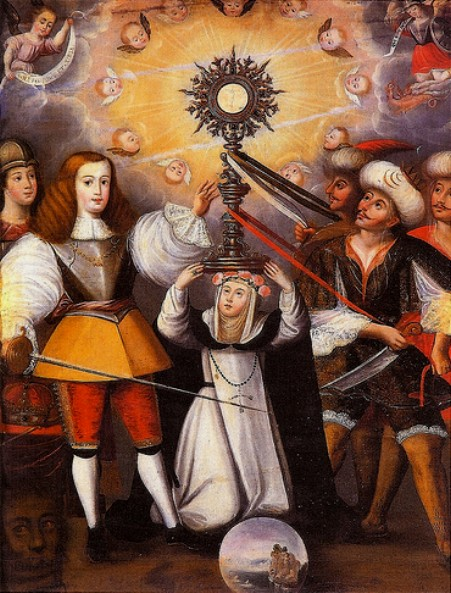
El niño Carlos II y Santa Rosa de Lima defendiendo la Eucaristía contra los moros. Escuela cuzqueña.

Por cuanto la Santidad de Clemente Noveno, atendiendo a los piadosos e instantes ruegos del Rey, mi hijo y míos, hechos por medio del Marqués de Astorga, Embajador de aquella Corte acerca de que la Bienaventurada Madre Rosa de Santa María, que fue de la Tercera Orden de Santo Domingo y natural de la Ciudad de los Reyes, fuese declarada por Patrona de ella y todo el Reino del Perú, y a los méritos que tenemos hechos en servicio de la Iglesia juntamente con haber sido esta gloriosa Virgen, la primera, que entre los siervos de Dios que las Indias Occidentales produjeron, mereció ser decorada con honor de público dándosele culto por su admirable copia de virtudes y milagros, ha sido servido despacharse este Breve, con su data en Roma, a dos de enero próximo pasado, declarándola por Patrona más principal de la dicha Ciudad de los Reyes y todo el Reino del Perú, con fiesta de precepto, oficio y privilegios de tal; y habiéndose visto en el Consejo Real de las Indias por lo que conviene, tenga debida observancia. Por la presente mando al Virrey y Presidentes de las Audiencias en las dichas provincias del Perú y a los Gobernadores y Corregidores de ellas, y ruego y encargo a los arzobispos y obispos de las iglesias metropolitanas y catedrales de aquellas provincias, que luego vean la copia auténtica del dicho Breve que se remite con ésta, den las órdenes convenientes para que se guarde, cumpla y ejecute lo contenido en él; y en todas las iglesias y lugares de sus distritos y diócesis para que por medio de la intercesión de la Bienaventurada consigan tanto mayor y más eficaz patrocinio cuanto con más celebre e intensa devoción se esmeraren en reverenciarla.
De Madrid, a once de marzo de mil y seiscientos y sesenta y nueve años.
Yo, la Reina.
Por mandado de Su Majestad, Don Gabriel Bernardo de Quiróz.
Y a las espaldas de la dicha Real Cédula están cuatro rúbricas que parecen ser de los Señores del Real Consejo de Indias.
 
Cédula Real hallada en las Actas del Cabildo Colonial de San Francisco de Quito de 1664 a 1669 - Volumen XXXVII.

## Canonización
A pocos días de su muerte se reunieron numerosos testimonios sobre su vida y virtudes. En 1634 se presentó a Roma la causa de beatificación. La beatificación se realizó en el Convento Dominico de Santa Sabina en Roma, en 1668. Fue canonizada por Clemente X el 12 de abril de 1671, proclamándola por principal patrona del Nuevo Mundo. En Lima, Roma, España y todos los países de América y Europa se celebraron fiestas suntuosas en honor de la primera santa natural de América.
Los pontífices en sus respectivas bulas la proclamaron santa con el nombre de Rosa de Santa María, y que posteriormente hubo de convertirse en Rosa de Lima, nombre toponímico común a muchos santos en el orbe cristiano.

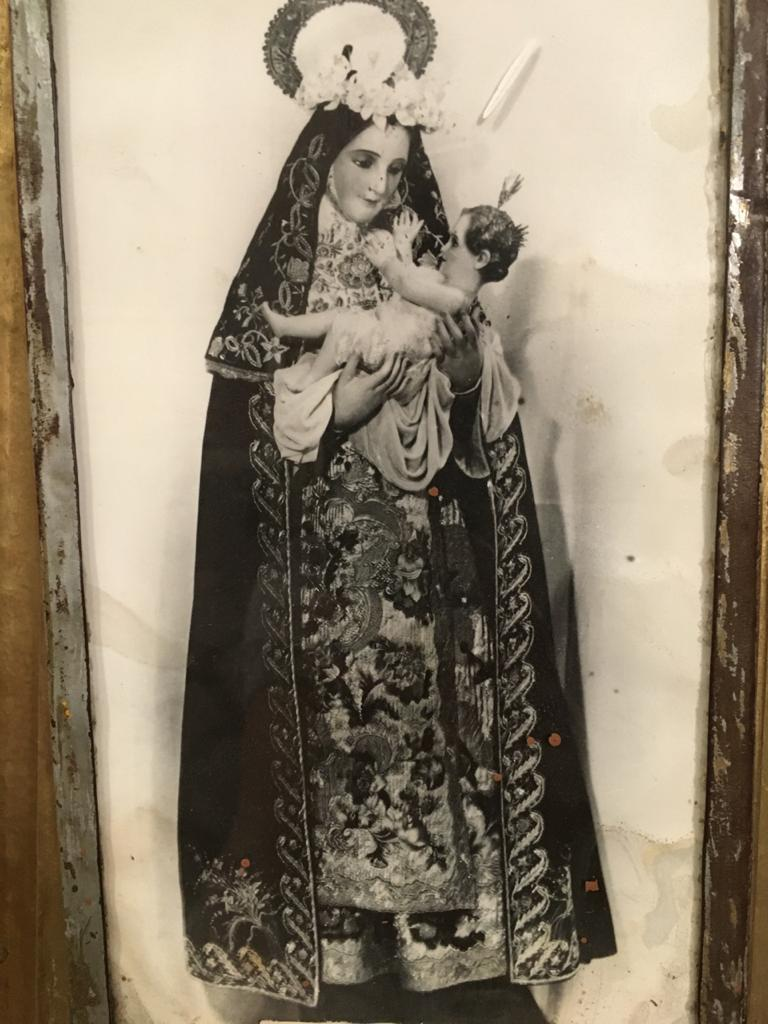
Venerada imagen de santa Rosa de Lima en la Ciudad Arzobispal de Puebla de los Ángeles

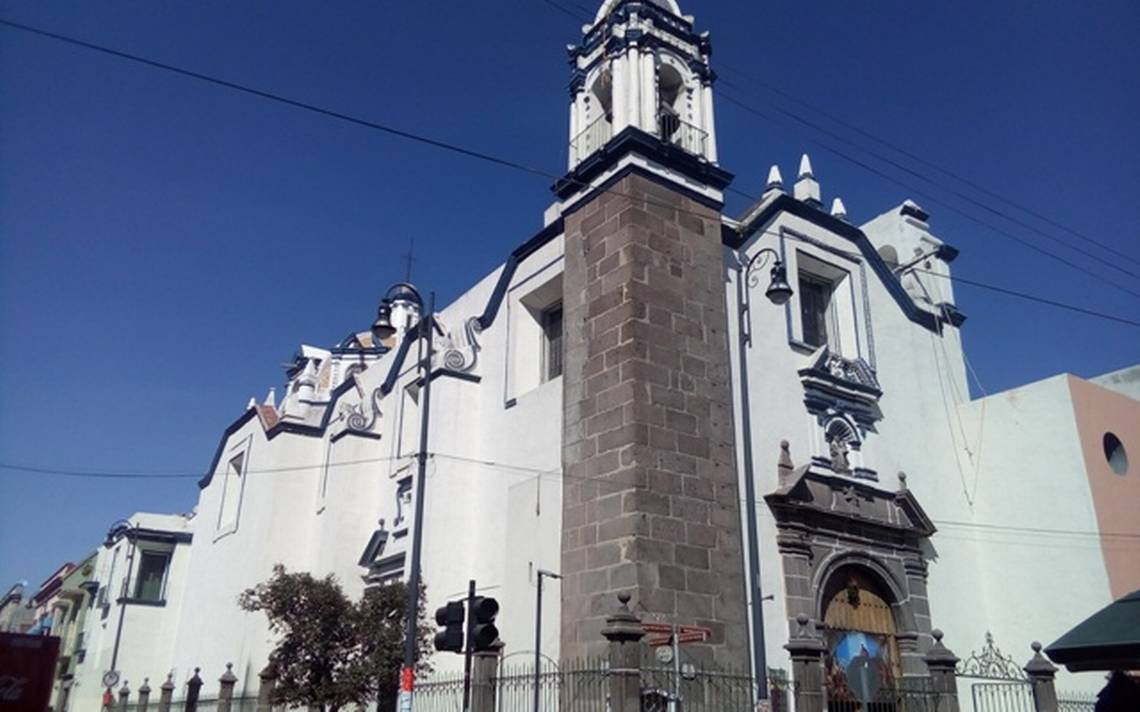
Templo de Santa Rosa de Lima en Puebla

La tradición cuenta que el papa Clemente X, luego de oír los argumentos sobre su canonización dijo: «¡Hum! ¡Patrona y santa! ¿Y Rosa? que llueva flores sobre mi escritorio si es verdad». Y la respuesta al instante fue una fragante lluvia de rosas sobre la mesa del papa, quien en ese momento procedió a la canonización.

## Rosa de Lima en la literatura y la televisión
El escrito argentino Enrique Larreta, en su novela La gloria de don Ramiro, dedica el epilogo a Rosa de Lima. Traza una breve semblaza de la santa y su visita a un iglesia en la que un dominico está velando un cadáver; el religioso le explica los últimos y azarosos años de don Ramiro y su conversión, tras haber visto a la santa. Su oración por aquel hombre fue, en verdad, «la gloria de don Ramiro».
EWTN ha producido una miniserie con el título Santa Rosa de Lima, filmada en Lima en 2017.